# اولکساندرا خومنتس
اولکساندرا خومنتس (به اوکراینی: Надежда Соколова،  زادهٔ ۲۵ مهٔ ۲۰۰۳) یک کشتی‌گیر آزادکار کشور اوکراین است.
از افتخارات وی می‌توان به کسب مدال نقره مسابقات قهرمانی کشتی جهان ۲۰۲۲ و مدال برنز مسابقات قهرمانی کشتی جهان ۲۰۲۱ اشاره کرد.